# Patrick Jarreau
Pour les articles homonymes, voir Jarreau.
Patrick Jarreau, né le 13 décembre 1951 à Paris, est un journaliste français. Ancien rédacteur en chef au journal Le Monde et ancien rédacteur en chef du service politique d'i-Télé, il dirige, en 2012, la « newsroom » du quotidien Le Monde, le dispositif chargé de couvrir, pour le site web et le journal, la campagne de l'élection présidentielle. 

## Biographie
Patrick Jarreau est diplômé de l'Université Paris I Panthéon Sorbonne. Il rejoint l'Agence France-Presse en 1975 puis Le Monde en 1977. Il a été chef du service France puis correspondant à Washington de 2001 à 2004, avant de devenir Directeur de l'information en 2005. Il a quitté le quotidien en 2008. Après avoir été éditorialiste sur Rue89, il rejoint en janvier 2010 i-Télé, comme rédacteur en chef du service politique. Il est rappelé en août 2011 à la tête de la « newsroom », nouveau dispositif du Monde pour couvrir la campagne présidentielle française de 2012.